# Tjeckoslovakien i olympiska vinterspelen 1952
Tjeckoslovakien deltog med 22 deltagare vid de olympiska vinterspelen 1952 i Oslo. Ingen av landets deltagare erövrade någon medalj.